# Pseudaulacaspis taiwana
Pseudaulacaspis taiwana är en insektsart som först beskrevs av Takahashi 1935.  Pseudaulacaspis taiwana ingår i släktet Pseudaulacaspis och familjen pansarsköldlöss.
Artens utbredningsområde är Taiwan. Inga underarter finns listade i Catalogue of Life.